# Jaime Rosal
Jaime Rosal del Castillo (Barcelona, 10 de febrero de 1945-Corsá, Gerona, 20 de diciembre de 2019) fue un escritor, crítico y editor español.

## Biografía
En 1969 recibió el Premio del Círculo de Lectores de Anticipación y posteriormente el Premio en la EuroCon de Trieste de 1973 por sus trabajos como crítico y escritor. Esta labor vino desarrollándola en la revista Nueva Dimensión desde principios de los 70 hasta diciembre de 1983, fecha en que desapareciera.
Miembro del comité de redacción de la revista Star desde 1975, fue editor responsable de la colección Star Books.
Editor de la revista Blade Runner y Voice, la revista de las nuevas músicas.
Desde 1987 Jaime Rosal fue el editor-director de la revista de crítica musical CD Compact. Colaboró también con sus relatos y artículos en varias revistas.
Falleció repentinamente la noche del 20 de diciembre de 2019 en su domicilio de Corsá a consecuencia de un infarto.

## Obra

### Como autor
- La(s) falsa(s) ceremonia(s) (Starbooks, 1977)
- Sisabana (Laertes, 1979)
- Boleros (Laertes, 1980)
- Estampas urbanas (Laertes, 1981)
- Trama nocturna (Laertes, 1983)
- Cien estampas mitológicas (Laertes, 2003)
- Severina, o el turno de la sepia (Gatopardo, 2005)
- Una noche en Las Vegas (Laertes, 2011)
- Cazapiernas (SD Edicions, 2014)
- Gudule en Taita (SD Edicions, 2017)
- Ruido de sables (Laertes, 2019)

### Como editor
- Breviario, Giacomo Casanova (Montesinos, 1998)
- Homenaje a Casanova (Montesinos, 1998)
- Giacomo Casanova. Máximas y anécdotas (Comanegra, 2010)
- Michel de Montaigne, pensamientos (Comanegra, 2011)
- Vittorio Alfieri: Bosquejo para el juicio universal (SD Edicions, 2012)
- Baron d'Holbach: El arte de trepar a la usanza de los cortesanos (SD Edicions, 2013)
- Giacomo Casanova: Cartas al mayordomo y El Polemoscopio (SD Edicions, 2013)
- Los últimos años de Casanova de J. Le Gras y Raoul Vèze (Atalanta, 2013)
- Suplemento al viaje de Bougainville de Denise Diderot (SD Edicions, 2014)
- Diálogos de Voltaire (SD Edicions, 2015)
- El hombre de hierro de Louis-Sébastien Mercier (SDEdicions, 2015)
- Carta de un simio a los animales de su especie de Nicolas Edme Rétif de la Bretonne (SD Edicions, 2015)
- El verdadero sentido de la naturaleza de Claude-Adrien Helvetius (SD Ediciones, 2016)
- Instrucciones del guardián de los cartujos de Ragusa al hermano pediculoso de Voltaire (SD Edicions, 2016)
- El lector decadente (Antología del decadentismo) junto con Jacobo Siruela (Atalanta, 2017)[5][6]
- Los Silfos. VV.AA. (SD Edicions, 2017)
- Preservativo contra los ingleses de Louis-Charles Fougeret de Monbron (SD Edicions, 2018)

### Como colaborador
- Lo mejor de la ciencia ficción española (Martínez-Roca, Barcelona 1982)
- Cuentistas de barceloneses (Icaria, Barcelona 1989)
- Nuevas aventuras de Simbad el marino (Montesinos, 1996)
- Recordando Nueva Dimensión (EDT, 2012)